# BDE (film)
Pour les articles homonymes, voir BDE.
Pour plus de détails, voir Fiche technique et Distribution.
BDE est un film franco-belge réalisé par Michaël Youn, sorti en 2023.
Il est présenté en séance spéciale au Festival international du film de comédie de l'Alpe d'Huez avant sa diffusion sur Prime Video.

## Synopsis
Quatre amis se retrouvent, comme chaque année, pour le W.E.B. : le week-end des « Bioman », surnom donné à leur bande depuis leur rencontre au sein du bureau des étudiants (BDE) dans une école de commerce à Nantes dans les années 2000. Même si ces anciens rois de la fête se sont aujourd'hui assagis, ce week-end est l'occasion de renouer les liens et de faire la fête sans leur femmes et enfants. Cette fois-ci, Bob et ses compères se rendent à Val Thorens en Savoie. Bob a réussi à récupérer un chalet grâce à son beau-père. Cependant, en arrivant sur place, les « Bioman » découvrent la présence d'une centaine de jeunes étudiants « milléniaux » venus eux aussi pour faire la fête. La cohabitation va être explosive.

## Fiche technique
Sauf indication contraire, les informations mentionnées dans cette section peuvent être confirmées par les bases de données cinématographiques IMDb et Allociné,  présentes dans la section « Liens externes ».
- Titre original : BDE
- Réalisation : Michaël Youn
- Scénario : Matt Alexander et Michaël Youn, d'après une idée de Dominique Gauriaud et Jurij Prette
- Musique : Charles Olins
- Décors : Samantha Gordowski[réf. nécessaire]
- Costumes : Charlotte Betaillole[réf. nécessaire]
- Photographie : Denis Rouden
- Montage : Sandro Lavezzi
- Production : Michaël Youn, Vivien Aslanian, Romain Le Grand, Marco Pacchioni, Sandra Rudich et Benjamin Drouin
- Sociétés de production : Belga Productions, Marvelous Productions et Zoé & Cie
- Société de distribution : Prime Video
- Budget : n/a
- Pays de production :  France,  Belgique
- Langue originale : français
- Format : couleur
- Genre : comédie
- Durée : 106 minutes
- Dates de sortie[2] :
  - France : 20 janvier 2023 (festival de comédie de l'Alpe d'Huez - séance spéciale) ; 24 février 2023 (sur Prime Video)

## Distribution
- Michaël Youn : Bob
- Helena Noguerra : Romane
- Lucien Jean-Baptiste : Max
- Vincent Desagnat : Vinz
- Manon Azem : Barbara
- Rayane Bensetti : Samy
- Lola Dubini : Jess
- Ludovik : Pablo
- Virginie Hocq : Marielle Pichu
- Judith El Zein : Morgane
- Jean-Luc Couchard : DJO, le patriarche
- Pierre Lottin : Jason, l'excité
- Jérôme Le Banner : Titi, la brute
- Sébastien Chabal : Mouche, l'ogre
- Jimmy Labeeu : Fil, l'arbitre
- Rebecca Benhamour : Cowgirl
- Cartman : Igor
- Michèle Laroque : Hannah Cohen
- Gilbert Melki : Ilan Cohen
- Tomer Sisley : Dany Frydman
- Benjamin Morgaine : Benyamin
- Wahid Bouzidi : un codétenu en cellule
- Michaël Abiteboul : Capitaine Fournier
- Laurence Oltuski : la déléguée syndicale
- Tania Garbarski : une assistante de Max
- Charlie Dupont : un collaborateur de Max
- Joséphine Draï : Sandy, une collègue de Vinz
- Miglen Mirtchev : le Kapitan

## Production

### Tournage
Le tournage a lieu en mars et avril 2022. Il se déroule notamment à Megève (Haute-Savoie) et à Val Thorens (Savoie),,.